# Savica (jezera)
Jezera Savica nalaze se u Zagrebu, sjeverno od rijeke Save, između Mosta mladosti i Domovinskog mosta, na području naselja Savica Šanci, te uz zapadni rub Petruševca. Ukupno je 12 jezera Savice udaljenih 5 km od centra grada.
Jezera su:
1. Ciganska,
2. Hawai,
3. Labuđe jezero,
4. Lopočara,
5. Mala Graba,
6. Mazutara,
7. Plavac,
8. Plitka,
9. Potkova,
10. Veliko jezero,
11. Vrbova i
12. Žuta Graba.

Jezera Savice spadaju u kategoriju značajnog krajobraza od 1991. godine, te ornitološkog rezervata, što znači da ondje nisu dopušteni zahvati i radnje koje narušavaju obilježja zbog kojih je proglašen.
Područje jezera uz Savu je naglašenih izvornih prirodnih obilježja, visoke razine bioraznolikosti, značajno kao ornitološki rezervat i zaštićeni krajobraz nalazi se tridesetak minuta pješačenja od tramvajske stanice Borovje ili s Radničke ceste i naselja Savica Šanci nekih dvadesetak minuta pješačenja, također se može doći na sjeverni dio jezera autobusom 217 s Kvatrića (iziđe se na stanici Pokupska i 5 min pješačenja) ili autobus 218 s Glavnog kolodvora (od stanice Savica I. ima 10-ak minuta pješačenja do jezera). Do jezera se može doći vrlo lako tramvajem od Mosta mladosti, od stanice Borovje i zatim sjevernim savskim nasipom prema toplani TE-TO Zagreb koja se nalazi u naselju Savica Šanci.

## Galerija
- Veliko jezero
- Jezero Plitka
- Jezero Vrbova

- Most na Velikom jezeru
- Veliko jezero
- Nutrija na Savici
- Športsko ribolovno društvo Peščenica
- Info ploča jezera Savica
- Mapa jezera Savica

## Vanjske poveznice
|  | Zajednički poslužitelj ima još gradiva o temi Jezera Savica |